# Psalm 62
Der Psalm 62 (nach griechischer Zählung der 61.) ist ein Psalm Davids und in die Reihe „Klagelied eines Einzelnen“ einzuordnen.

## Gliederung
Erhard S. Gerstenberger teilt den Psalm folgendermaßen ein:
- Vers 1: Überschrift
- Vers 2 f.: Verkündigung
- Vers 4: Tadel
- Vers 5: Anklage
- Vers 6–8: Verkündigung
- Vers 9–13: Ermahnung

## Deutung
Der Alttestamentler James Limburg sieht die Vorstellung von Gott als Fels in dem Psalm als zentral an. Schließlich taucht diese Vorstellung in den Versen 3, 7 und 8 auf.